# Kurt Hinze
Kurt Hinze (* 13. Oktober 1934 in Elbingerode) ist ein früherer deutscher Biathlet und Biathlontrainer.
Kurt Hinze gehörte in der Anfangsphase des Biathlonsports in Deutschland zu den wichtigsten Protagonisten und gilt als „Vater des Biathlonsports in Thüringen“ und gehörte neben Horst Nickel, Herbert Kirchner, Egon Schnabel, Günter Baacke und Horst Hübner zu den ersten Vertretern des Sports in Thüringen. Als der Sport 1960 erstmals olympisch wurde, vertrat der Sportler vom ASK Vorwärts Oberhof in Squaw Valley mit drei seiner Vereinskameraden Deutschland als Teil der gesamtdeutschen Mannschaft. Mit neun Schießfehlern und damit 18 Strafminuten wurde Hinze 20. von 30 Startern. Nach seiner aktiven Karriere wurde er Trainer. Zeitweise war er Cheftrainer der DDR-Biathlon-Nationalmannschaft. Gemeinsam mit dem Italiener Paul Zingerle betrieb er in den 1970er Jahren die Einführung des Biathlon-Weltcups. In den 1980er Jahren betreute er mit Helmut Klöpsch und Wilfried Bock die DDR-Nachwuchsnationalteams. Nach der deutschen Wiedervereinigung wurde Hinze in Nachfolge von Uwe Müßiggang Disziplintrainer der Biathlon-Männer beim Deutschen Skiverband.
Nachdem die Verstrickung von Hinze in das staatlich betriebene Zwangsdopingsystem der DDR durch Jens Steinigen publik gemacht wurde, wurde Steinigen durch Hinze vor dem Landgericht Mainz verklagt.
Hinze verlor den Prozess und musste als Trainer beim Deutschen Skiverband zurücktreten. Später wurde er Berater des ÖSV und war Vorsitzender der Technischen Kommission des Biathlonweltverbandes IBU.
Kurt Hinze hat vier Kinder, acht Enkelkinder und vier Urenkel. Einer seiner Enkelkinder ist der Bobpilot Maximilian Arndt.

## Belege
1. ↑  Kurt Hinze, der Vater des Biathlonsports in Thüringen, feierte am 13. Oktober 2009 seinen 75. Geburtstag (Memento des Originals vom 9. Dezember 2015 im Internet Archive)  Info: Der Archivlink wurde automatisch eingesetzt und noch nicht geprüft. Bitte prüfe Original- und Archivlink gemäß Anleitung und entferne dann diesen Hinweis. (PDF; 59 kB)
2. ↑  In ganz kurzer Zeit tot
3. ↑  Antholzer Biathlon-Geschichte (Memento vom 5. Februar 2007 im Internet Archive)
4. ↑  Skischule Osterzgebirge
5. ↑  Verschleppte Aufklärung
6. ↑  Doping-Vorwürfe: Biathlon-Bundestrainer unter Beschuss
7. ↑  Der lange Schatten von Plan 14.25
8. ↑  Die Wurzel des Dopingübels

| Personendaten    | Personendaten                          |
| ---------------- | -------------------------------------- |
| NAME             | Hinze, Kurt                            |
| KURZBESCHREIBUNG | deutscher Biathlet und Biathlontrainer |
| GEBURTSDATUM     | 13. Oktober 1934                       |
| GEBURTSORT       | Elbingerode                            |